# Белинский, Иван Григорьевич
Иван Григорьевич Белинский (Билинский) (укр. Іван Григорович Білинський; 16 мая 1811, с. Дегова Австрийская империя (ныне в Рогатинской общине Ивано-Франковской области Украины) — 10 июля 1882, с. Долиняны, Австро-Венгрия) — украинский фольклорист.

## Биография
Родился в семье сельского священника. В 1836 году окончил Львовский университет.
Был членом литературного кружка «Русская троица». Соратник и друг Маркияна Шашкевича и Ивана Вагилевича. Участвовал в издании альманаха «Русалка Днестровская» (1837).
В архиве И. Вагилевича сохранились тетради его фольклорных записей 1836 г. в с. Дегова. Записанные И. Биелинским свадебные песни были напечатаны в «Русалке Днестровской» (с. 52 — 54) с пометкой «из Бережан», хотя в рукописи обозначены точные записи с. Дегова Бережанского округа. Из записанных им украинских народных песен около 60 опубликовано в сборнике Ж. Паули «Пісні українського народу в Галичині» (рус. «Песни украинского народа в Галиции»).